# Susi Dorée

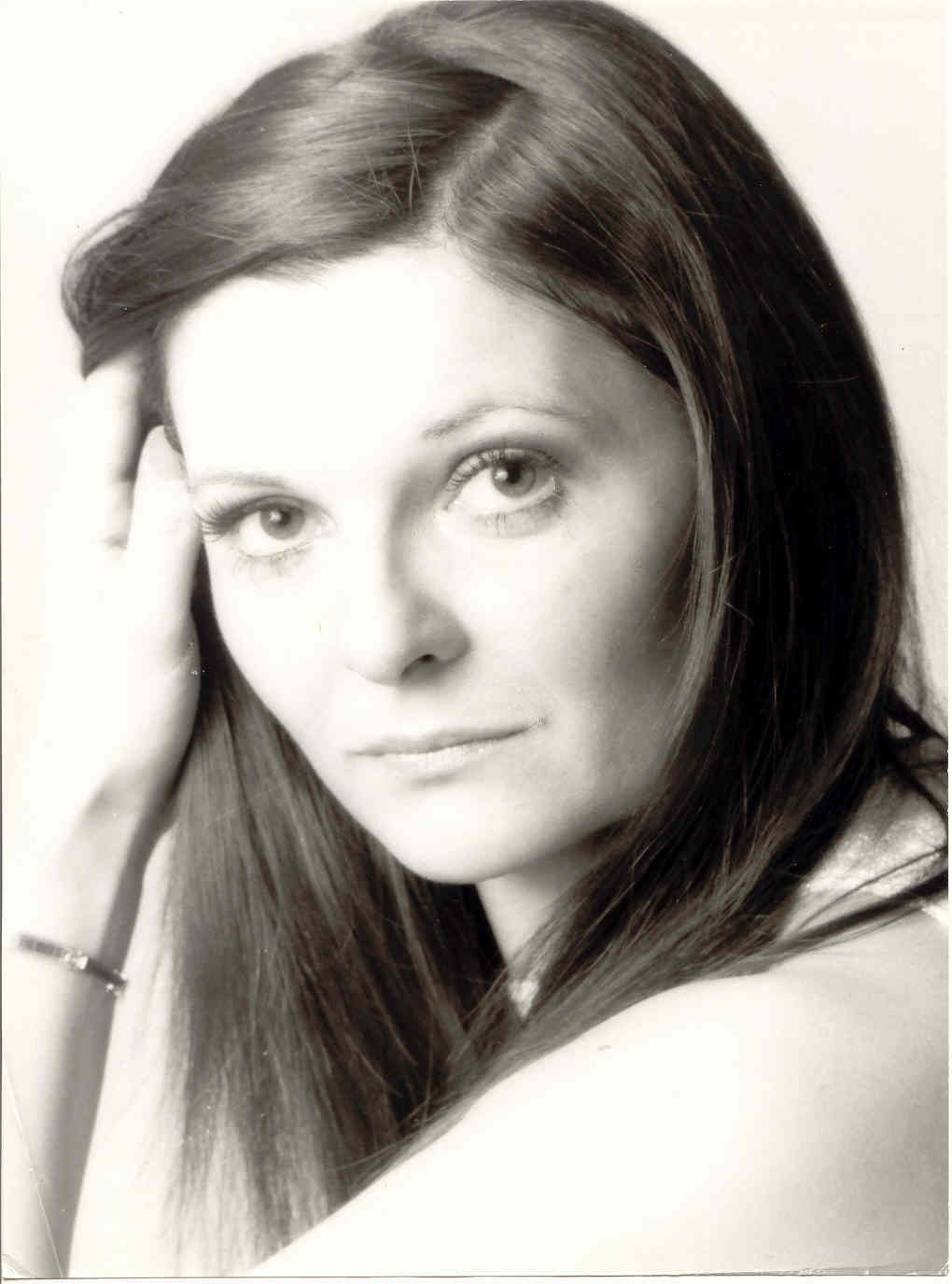
Susi Dorée (1973)

Susi Dorée, eigentlich Inge Schaal, geborene Inge Ködel (* 13. Oktober 1941 in Berlin; † 31. Mai 2022 in Winsen (Luhe)), war eine deutsche Schlagersängerin.

## Leben und Wirken
Susi Dorée wurde als Neunjährige Mitglied im Berliner Mozart-Chor, der mehrmals im Jahr große Konzertreisen durch Deutschland und das benachbarte Ausland unternahm. Über Talentwettbewerbe kam sie in die Schlagerszene, in der sie mit Radio- und Fernsehauftritten und vielen Studioarbeiten von den 1950er bis in die 1980er Jahre aktiv war.
Seit Anfang der 1960er Jahre arbeitete sie mit der Band Blue Cellar Combo zusammen, mit der sie regelmäßig im Riverboat in Berlin – damals eines der größten Jugendtanzlokale in Europa – auftrat.
Neben der ersten deutschen Version von The Loco-Motion, im Original von der US-amerikanischen Sängerin Little Eva gesungen, veröffentlichte sie weitere Schlager wie Ich geh ohne, Sprich nicht von deiner Liebe, In Java und Hawaii sowie Okay Bambino. Ihr Titel Vor der Tür wird nicht geküßt aus den 1960er Jahren fand im Soundtrack des Films Tropfen auf heiße Steine von François Ozon Verwendung. In den 1970er Jahren war Susi Dorée mit vielen Cover-Produktionen aktiv.
Susi Dorée war ab 1970 mit Dieter Schaal, dem Saxofonisten der Blue Cellar Combo, verheiratet. Aus der Ehe ging eine Tochter hervor. Susi Dorée lebte ab 1978 mit ihrer Familie in Hanstedt. Sie verstarb im Alter von 80 Jahren im Krankenhaus Winsen.